# Федеряков, Геннадий Иванович
Геннадий Иванович Федеряков (3 июня 1929 – 24 мая 1982) — советский военачальник, Заслуженный военный лётчик СССР (1978), генерал-лейтенант авиации, военный лётчик 1-го класса.

## Биография
Геннадий Иванович Федеряков родился 3 июня 1929 года в Николаевской слободе Царевского уезда Царицынской губернии (ныне город Николаевск Волгоградской области. После окончания школы в 1948 году поступил в Сталинградское военно-авиационное училище лётчиков, которое окончил в 1952 году. Служил в строевых частях ВВС. 
Окончил Военно-воздушную академию, продолжил службу на командных должностях в ВВС. В 1972—1974 гг. — заместитель командующего по боевой подготовке 1-й особой Дальневосточной воздушной армии — начальник отдела боевой подготовки и военно-учебных заведений, в 1974—1977 гг. - 1-й заместитель командующего 1-й Особой Дальневосточной воздушной армией. С 1977 по 1980 годы – командующий 34-й воздушной армией. Указом Президиума Верховного Совета СССР № 535 от 17.08.1978 года присвоено звание Заслуженный военный лётчик СССР.
В 1980 году окончил Высшие академические курсы при Военной академии Генерального штаба, с 1980 года — командующий ВВС Закавказского военного округа.
Почётный гражданин Николаевска.
Умер 24 мая 1982 года. Похоронен на Димитриевском кладбище Волгограда.

## Награды
Награжден орденом Октябрьской Революции, орденом Красного Знамени, орденом Красной Звезды, орденом «За службу Родине в Вооруженных Силах СССР» 3-й степени, медалями.